# Husby (metrostation)
Husby is een station van de Stockholmse metro. Het station ligt in Stockholm in het stadsdeel Rinkeby-Kista. Het maakt deel uit van de blauwe lijn en is geopend op 5 juni 1977. De afstand tot het metrostation Kungsträdgården (het oostelijke eindpunt van de blauwe lijn) is 14,2 kilometer.
De perrons liggen in een kunstmatige grot onder het centrum van Husby. De twee verdeelhallen liggen bij de Trondheimgatan en de Bergengatan. Het wanden van het station zijn geel geschilderd en opgesierd met motieven van berkenstammetjes en Vaxholm van de hand van de kunstenares Birgit Broms. Aanvankelijk zou het metrotraject worden aangelegd op de plaats van de huidige Hanstavägen en doorlopen tot het noordelijker gelegen Bög. Na het afronden van het stadsuitbreidingsprogramma uit de jaren 60 (miljonprogrammet) is het bouwplan voor noord Järva herzien, Kymlinge en Bög zijn niet gebouwd en de wijken Husby en Akalla zijn iets zuidelijker opgetrokken zodat ook de metrolijn een zuidelijkere route kreeg.

## Afbeeldingen

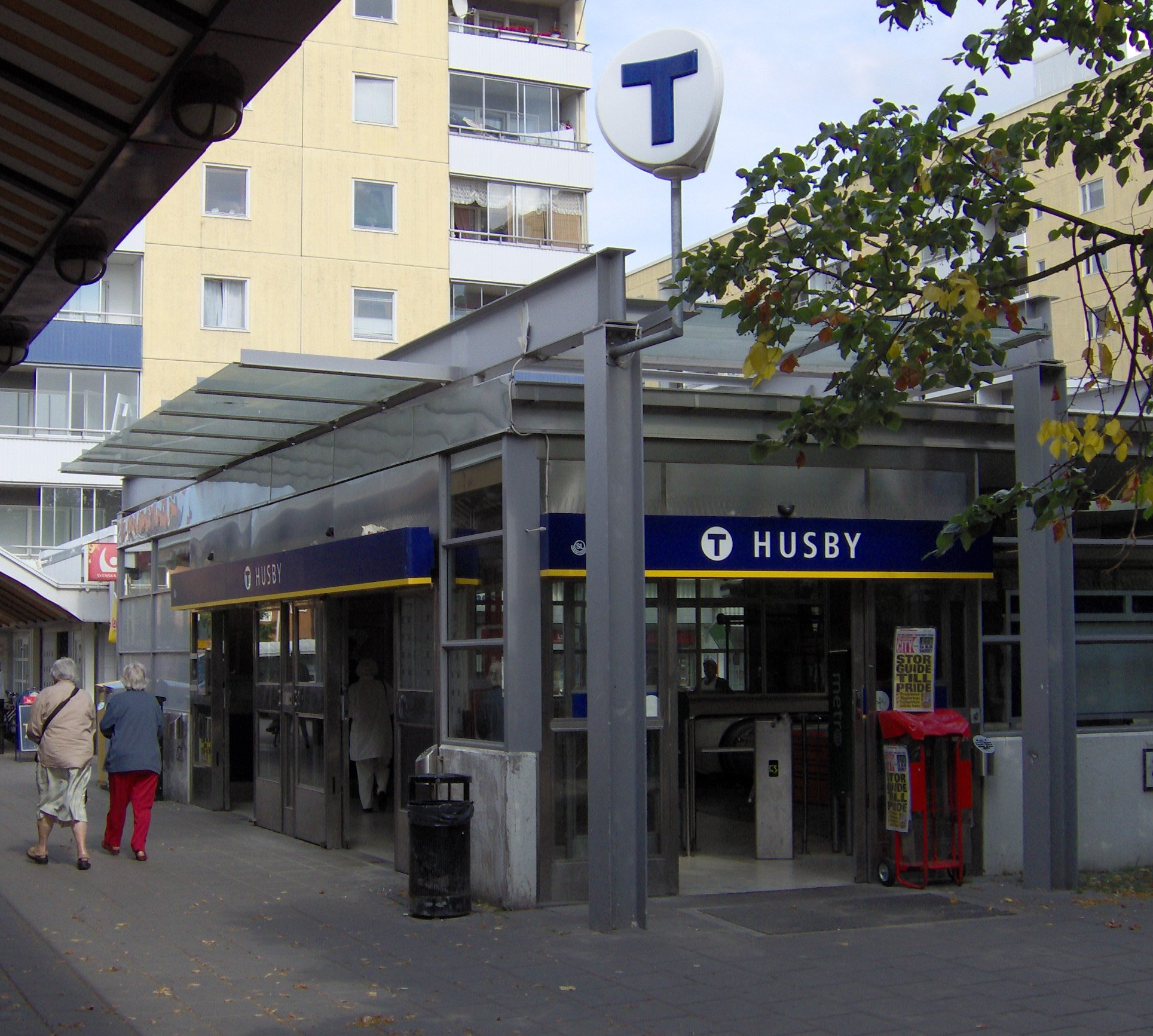
Entree.
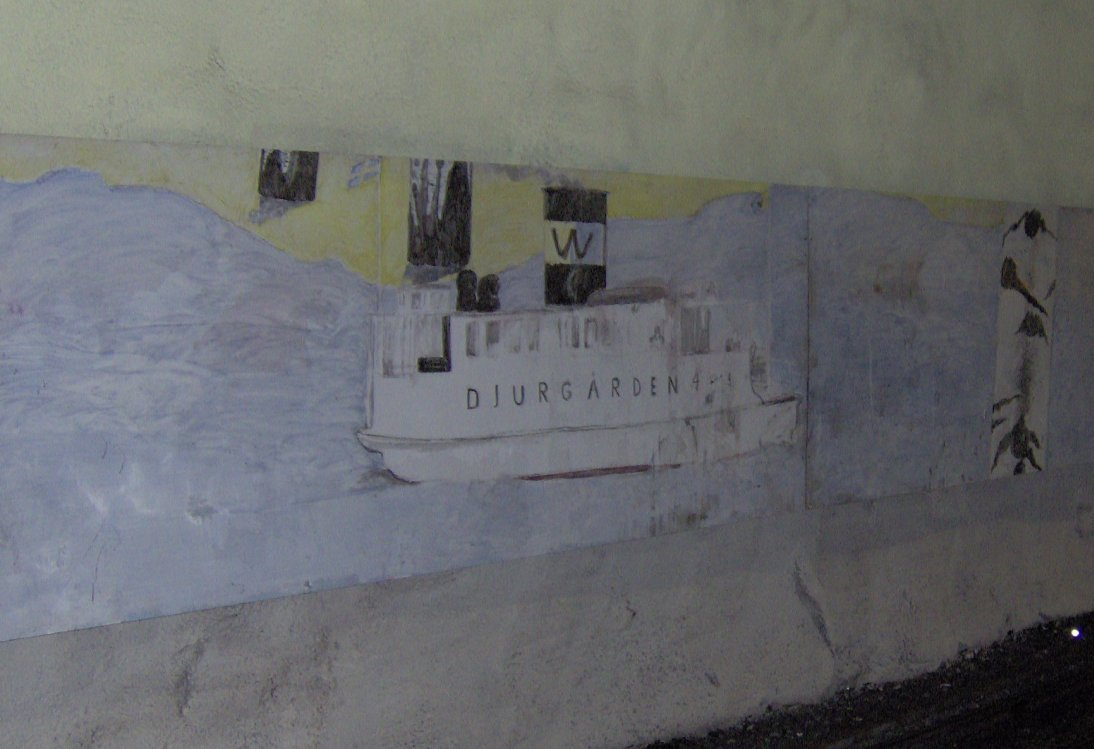
Muurschildering met de boot van Vaxholm

(Barkarby) ·
(Barkarbystaden)·
Akalla ·
Husby ·
Kista · 
(Kymlinge) · 
Hallonbergen · 
Näckrosen ·
Solna centrum · 
Västra skogen · 
Stadshagen ·
Fridhemsplan · 
Rådhuset ·
T-Centralen ·
Kungsträdgården · 
(Sofia) ·
(Gullmarsplan)·  
(Slakthuset) ·
(Sockenplan) ·
(Svedmyra) ·
(Stureby) ·
(Bandhagen) ·
(Högdalen) ·
(Rågsved) ·
(Hagsätra) ·
(Älvsjö)